# الانتخابات العامة في المملكة المتحدة 2015
أُجريت الانتخابات العامة في المملكة المتحدة لعام 2015 يوم الخميس الموافق 7 مايو 2015 لانتخاب 650 عضوًا لمجلس العموم. كانت هذه أول انتخابات عامة تُعقد في نهاية برلمان محدد المدة. جرت الانتخابات المحلية في معظم المناطق في نفس اليوم.
توقعت استطلاعات الرأي والمعلقون أن تكون النتيجة متقاربة جدًا وتؤدي إلى برلمان معلق ثانٍ على التوالي يشبه برلمان انتخابات 2010 أو أكثر تعقيدًا. ولكن تبيّن في نهاية المطاف أن استطلاعات الرأي استهانت بأصوات المحافظين إذ فاز الحزب بشكل غير متوقع بأغلبية صريحة كفوزه في الانتخابات العامة لعام 1992. بعد أن حكم المحافظون في الائتلاف مع الديمقراطيين الليبراليين منذ عام 2010، فازوا بـ 330 مقعدًا و 36.9% من الأصوات، ما منحهم أغلبية إجمالية ضئيلة من 12 مقعدًا وأول فوز صريح لهم منذ 23 عامًا.
شهد حزب العمال بزعامة إد ميلباند زيادة طفيفة في حصته من الأصوات تصل إلى 30.4%، لكنه تكبد خسارة صافية في المقاعد، إذ حصل على 232 مقعدًا فقط. كان هذا أقل رصيد له من المقاعد منذ الانتخابات العامة عام 1987. هُزم كبار أعضاء حكومة الظل العمالية، أبرزهم إد بولز ودوغلاس ألكسندر وزعيم حزب العمال الإسكتلندي جيم ميرفي. سجّل الحزب القومي الاسكتلندي الذي حظي بطفرة في الدعم بعد استفتاء استقلال اسكتلندا 2014 عددًا من التأرجحات بأكثر من 30% من حزب العمال، إذ فاز بـ 56 من أصل 59 مقعدًا اسكتلنديًا ليصبح ثالث أكبر حزب في مجلس العموم.
حقق حزب الديمقراطيين الليبراليين، بقيادة نائب رئيس الوزراء المنتهية ولايته نك كلغ، أسوأ نتيجة له منذ تأسيسه في عام 1988، إذ شغلوا ثمانية مقاعد فقط من أصل 57 مقعدًا كانوا يشغلونه سابقًا، وخسر وزراء الحكومة فينس كيبل وإد ديفي وداني ألكسندر مقاعدهم. جاء حزب استقلال المملكة المتحدة في المركز الثالث من حيث الأصوات بنسبة 12.6%، لكنه فاز بمقعد واحد فقط، وفشل زعيم الحزب نايجل فاراج في الفوز بمقعد ثانيت الجنوبية. فاز حزب الخضر بأعلى نصيب له من الأصوات بنسبة 3.8% وحافظ على مقعده الوحيد. استقال ميلباند (كزعيم وطني) وميرفي (كزعيم اسكتلندي) من حزب العمال، واستقال كلغ أيضًا. في أيرلندا الشمالية، عاد حزب ألستر الوحدوي إلى مجلس العموم بنائبين بعد غياب دام خمس سنوات، بينما خسر حزب التحالف مقعده الوحيد على الرغم من الزيادة في إجمالي حصة التصويت.

## عملية الانتخاب
أدى قانون البرلمانات محددة المدة لعام 2011 (عُدِّل بقانون الإدارة والتسجيل الانتخابي لعام 2013) إلى حل البرلمان الخامس والخمسين في 30 مارس 2015 وتحديد موعد الانتخابات في 7 مايو، إذ لم يصوت مجلس العموم على تحديد موعد أبكر. وجرت الانتخابات المحلية في نفس اليوم في معظم أنحاء إنجلترا، باستثناء لندن الكبرى. لم يكن مقرَّرًا إجراء انتخابات أخرى في اسكتلندا أو ويلز أو أيرلندا الشمالية، باستثناء الانتخابات الفرعية المحلية.
سُمح بالتصويت لجميع المواطنين البريطانيين والأيرلنديين ومواطني الكومنولث الذين تزيد أعمارهم عن 18 عامًا في يوم الانتخابات. في الانتخابات العامة، يتم التصويت في جميع الدوائر الانتخابية البرلمانية في المملكة المتحدة لانتخاب أعضاء البرلمان لمجلس العموم، مجلس البرلمان المهيمن (المعروف تاريخيًا بالمجلس الأدنى). تنتخب كل دائرة انتخابية برلمانية في المملكة المتحدة نائبًا واحدًا لمجلس العموم باستخدام نظام «الفوز للأكثر أصواتًا». إذا حصل حزب واحد على أغلبية المقاعد، فيحق لذلك الحزب تشكيل الحكومة. وينتج برلمان معلق في حال لم يحقق أي حزب أغلبية في الانتخابات. ويكون هناك خياران لتشكيل الحكومة في هذه الحالة إما حكومة الأقلية وإما حكومة ائتلافية.
مع أن حزب المحافظين خطط لخفض عدد المقاعد البرلمانية من 650 إلى 600، من خلال المراجعة الدورية السادسة لدوائر وستمنستر الانتخابية بموجب قانون نظام التصويت البرلماني والدوائر الانتخابية لعام 2011، أُجّلت مراجعة الدوائر الانتخابية وتخفيض المقاعد بقانون الإدارة والتسجيل الانتخابي لعام 2013 الذي عدل قانون 2011. كان من المقرر إجراء مراجعة الحدود التالية في عام 2018؛ وهكذا، حدث التنافس في الانتخابات العامة لعام 2015 باستخدام نفس الدوائر الانتخابية والحدود كما في عام 2010. توزعت الدوائر الانتخابية الستمئة والخمسين على النحو التالي: 533 دائرة في إنجلترا و 59 دائرة في اسكتلندا و 40 دائرة في ويلز و 18 دائرة في أيرلندا الشمالية.
بالإضافة إلى ذلك، نص قانون 2011 على إجراء استفتاء في عام 2011 بشأن تغيير نظام التصويت الحالي «الفوز للأكثر أصواتًا» إلى نظام التصويت البديل (جولة الإعادة المباشرة) في الانتخابات لمجلس العموم. ألزم اتفاق الائتلاف بين حزب المحافظين والديمقراطيين الليبراليين الحكومة الائتلافية بمثل هذا الاستفتاء. أجري الاستفتاء في مايو 2011 وأسفر عن الإبقاء على نظام التصويت الحالي. قبل الانتخابات العامة السابقة تعهد حزب الديمقراطيين الليبراليين بتغيير نظام التصويت، وتعهد حزب العمال بإجراء استفتاء حول أي تغيير من هذا القبيل. أما حزب المحافظين فوعد بالحفاظ على نظام الفوز للأكثر أصواتًا، وخفض عدد الدوائر الانتخابية بنسبة 10%. تضمنت خطط الديمقراطيين الليبراليين تخفيض عدد أعضاء البرلمان إلى 500، وانتخابهم باستخدام نظام نسبي.
زاد الوزراء مقدار الأموال التي سُمح للأحزاب والمرشحين بإنفاقها على الانتخابات بنسبة 23%، وهي خطوة تتعارض مع نصيحة اللجنة الانتخابية. وشهدت الانتخابات الحد الأقصى الأول للإنفاق من قبل الأحزاب في الدوائر الانتخابية الفردية خلال الأيام المئة قبل حل البرلمان في 30 مارس: 30,700 جنيه إسترليني، بالإضافة إلى بدل لكل ناخب قدره 9 بنسات في الدوائر الانتخابية للمقاطعات و 6 بنسات في مقاعد البلديات. وهناك بدل إضافي للناخبين يزيد عن 8,700 جنيه إسترليني متاح بعد حل البرلمان. أنفقت الأحزاب السياسية في المملكة المتحدة 31.1 مليون جنيه إسترليني في الانتخابات العامة لعام 2010، أنفق منها حزب المحافظين 53%، وحزب العمال 25%، والديمقراطيون الليبراليون 15%.
كانت هذه أول انتخابات عامة في المملكة المتحدة تستخدم تسجيل الناخبين الفردي بدلًا من تسجيل الناخبين المنزلي.

## موعد إجراء الانتخابات
يُدعى إلى إجراء الانتخابات بعد حل برلمان المملكة المتحدة. كانت الانتخابات العامة لعام 2015 هي الأولى التي تُجرى بموجب أحكام قانون البرلمانات محددة المدة لعام 2011. وقبل ذلك، كانت سلطة حل البرلمان امتيازًا ملكيًا يمارسه الملك بناءً على نصيحة رئيس الوزراء. بموجب أحكام قانون السنوات السبع 1716، المعدَّل بقانون البرلمان لعام 1911، يجب الإعلان عن الانتخابات في الذكرى الخامسة لبدء البرلمان السابق أو قبلها، ما لم تحدث ظروف استثنائية. لم يرفض أي ملك الطلب بحل البرلمان منذ بداية القرن العشرين، وقد تطورت الممارسة إذ يدعو رئيس الوزراء عادةً إلى إجراء انتخابات عامة في وقت مناسب من الناحية التكتيكية خلال السنتين الأخيرتين من مدة البرلمان لزيادة فرصة فوز حزبه في الانتخابات.
قبل الانتخابات العامة 2010، تعهد حزب العمال والديمقراطيون الليبراليون بإجراء انتخابات محددة المدة. ولأن وزارة كاميرون طرف في اتفاق الائتلاف بين المحافظين والديمقراطيين الليبراليين، وافقت على دعم التشريع للبرلمانات محددة المدة، مع تحديد موعد الانتخابات العامة التالية في 7 مايو 2015. تمخّض عن ذلك قانون البرلمانات محددة المدة لعام 2011 الذي انتزع سلطة رئيس الوزراء في نصح الملك للدعوة إلى انتخابات مبكرة. لا يسمح القانون بالحل المبكر إلا إذا صوّت البرلمان لصالحه بأغلبية الثلثين، أو مرَّرت الأغلبية تصويتًا على حجب الثقة ولم تُشكَّل حكومة جديدة بعد ذلك في غضون 14 يومًا. ومع ذلك، تمتع رئيس الوزراء بالصلاحية -بموجب أمر صادر عن الصك القانوني بالاستناد إلى المادة 1 (5) من قانون البرلمانات محددة المدة لعام 2011- لتحديد يوم الاقتراع خلال شهرين بعد تاريخ 7 مايو 2015. ويجب أن يوافق كل مجلس من مجلسي البرلمان على هذا الصك القانوني. بموجب المادة 14 من قانون الإدارة والتسجيل الانتخابي لعام 2013، عُدِّل قانون البرلمانات محددة المدة لعام 2011 لتمديد الفترة بين حل البرلمان ويوم الاقتراع في الانتخابات العامة التالية من 17 إلى 25 يوم عمل. وقد أسفر ذلك عن تقريب موعد حل البرلمان إلى 30 مارس 2015.